# オリンポスガーディアン
『オリンポスガーディアン』（朝鮮語: 올림포스 가디언、英語: Olympus Guardian）は、漫画専門の出版社であるガナ出版社が発行した『漫画で見るギリシャ・ローマ神話』（全20巻）を原作とした韓国のテレビアニメです。 2002年12月11日から2003年7月30日まで、漫画映画になり、SBS、SBSプロダクション、SBSi、ガナエンターテインメント、同友アニメーションによってSBSで放映されました。 画家として働く父親から、ギリシャ神話のジウとジヨンの物語を語る。
2005年には、アニメ映画『オリンポスガーディアン：ギガンテス大逆襲』の劇場版が上映されました。 RHコリアは、子供向けブランドのランダムキッズを通じて、この漫画をベースにした全コレクション『オリンポスガーディアン』（全70巻）をリリースしました。

## プロット
ジウとジヨンは画家として働く父親のスタジオに入り、机の上でギリシャ神話の本を見つけて好奇心をそそられる。ジウとジヨンは父親からギリシャ神話の話を聞き、アニメーションはオリンポスの神々の話から始まります。
クロノスは息子たちが彼らの地位を奪われることを恐れ、彼らが生まれるとすぐに彼らを飲み込みます。しかし、クロノスの妻レアは、末っ子のゼウスが残酷な夫クロノスに盗まれることを望まなかったため、密かに石を飲み込み、赤ちゃんのゼウスはメイドの安全な場所に逃げ込んだ。
時が経つにつれ、ゼウスは大人になり、木の精霊、ドリュアスから彼の誕生の話を聞きます。これによりゼウスは、クロノスが飲み込んだ兄弟姉妹を救うために嘔吐を誘発するハーブを見つけ、暗く覆われたオリンポスの神殿に行きました。
オリンポス神殿に行ったゼウスは、母親のレアに助けを求めた。レアはクロノスに嘔吐を誘発するハーブを与えます。レアの助けを借りて、クロノスの体から逃げ出したゼウスの兄弟姉妹は、クロノスを打ち負かし、オリンポスの神殿を救出しました。

## 登場人物

### オリンポス十二神
ゼウス
声 - ホン・シホ（第1話 - 第14話、第16話 - 第39話）、チャン・グァン（第15話）
形で生き、スタイリッシュに死ぬ最高の神。彼は、いつでもどこでもカメラで完璧なポーズをとることができるように、黄金角を誇るすべてのポーズを持っています。彼は自分の姿勢だけで他の神々を圧倒するほどカリスマ性がありますが、たまに倒れることもあります。彼の振る舞いはなめらかで、ゲームキャラクターやカンフーマスターから感じる緊張感があり、姿勢も素晴らしい。アクションの最初の動きは、常に強弱の動きを示します。
ヘラ
声 - カン・ヒソン
常に高慢な表情で君臨する最高の女神。彼女は緊張のない体と姿勢、鋭い表情と予感を持っており、ゼウスの情事を貫きます。彼女が毒で目を輝かせると、白と瞳孔の比率は7：3になります。彼女は結婚を支配する女神として家族を守っています。家を大切にする人にとっては、柔らかく聖なる品格さえ感じることができます。
ポセイドン
声 - アン・ジョンドク（第1話 - 第2話）、キム・グァンジン（第3話 - 第6話、第10話、第32話 - 第39話）、シン・ソンホ（第7話、第13話 - 第25話）
神心のこもった笑い、強い力、素朴な思考、そして山のような体格が特徴の海の。最小限の動きで最大のパワーを獲得します。彼は正直な力しか持っていませんが、頭はシンプルなので、彼が作り出した波に覆われています。それでも、彼は出っ張っていませんが、彼の目は大きく開いています。彼は「これだ！」と信じるとすぐに行動します。しかし、彼の聴力は薄いため、彼は言葉や言葉に簡単に左右されます。逆に、頭が複雑になると風車の波が発生します（ポセイドンは、ポセイドン自身の軸でトライデントを振って渦潮を急上昇させる技術として、渦潮のピークにポセイドンがあります）。
ハデス
声 - キム・スンテ（第1話）、ホン・スンソプ（第2話 - 第5話）、ク・ジャヒョン（第22話）、キム・ウジョン（第35話）
冥界の神彼が何を考えているのかわからないポーカーフェイスが特徴です。彼は暗い目、タイトな唇、大きく開いた体、そして大きな声で群衆を圧倒します。彼はゼウスとは正反対の暗いカリスマ性を持っていますが、詩の朗読を楽しむ感度も持っています。彼の趣味は、暗い地下宮殿の割れ目から差し込む日光の下で日光浴をすることです。憂鬱な表情で愛を告白することは、すべての男性の神の中で最もセクシーです。
アポロン
声 - オム・テグク（第2話）、ソン・ウォンイル（第3話 - 第7話、第10話 - 第14話、第17話 - 第39話）、キム・スンジュン（第8話）、ユン・ボクソン（第15話）
音楽、予言、そして太陽の神。彼はオリンパスの最もクールでクラス最高の神であり、大多数の女性の絶対的なサポートです。彼はリラで音楽を演奏するのが好きで、矢を上手に撃ちます。女性は、笑顔の唇の間の光沢のある歯に倒れ、金色の髪を頭を叩いて回す傾向があります。太陽のイメージのように、自信と活力に溢れ、気持ちよく話します。彼は節度の原則を守りながら話したり行動したりしますが、自分に逆らったり、プライドを傷つけたりすると、怒り、常に周囲を混乱させます。特に、誰かが彼のプライドに触れると、彼の行動は彼が催眠術をかけられたかのように彼の言葉の前に行く傾向があり、彼はそのような行動の後に彼らを後悔します。
アルテミス
声 - キム・ヘミ（第2話）、ウ・ジョンシン（第26話 - 第39話）
狩猟と月の女神。彼女はとても健康的でなめらかなので、長い間じっと座っていることはありません。すばやく考えて決定を下し、すばやく行動します。彼女は純粋で頑固ですが、彼女はすぐに自分の過ちを認めることができます。憤慨した彼女は泣き叫び、無情に殴りますが、女神の中で最もガーリーな女の子です。
アテナ
声 - チャ・ミョンファ（第2話 - 第7話、第11話 - 第17話、第39話）、ウ・ジョンシン（第10話）、イ・ミジャ（第32話 - 第35話）
無敗の知恵の女神と戦争。彼女は通常無口ですが、他の神々を緊張させ、彼女が言うすべての言葉に注意を払うのに十分な信頼と存在感の女神です。彼女は冗談を言ったり、口の中心で話したり、本当に必要なことだけを言ったりするときはいつも真剣です。表情が小さくタフな雰囲気で女性ファンが多い。怒ると、周囲は荒廃します。
ヘルメス
声 - キム・ヨンソン
旅行者、羊飼い、商人、泥棒の神々。さまざまなトリックが頭を転がしているような悪役のような笑顔が特徴です。彼は12人のオリンピック選手の中で最も多くの仕事をする神として速くて忙しいです。私はいつも礼儀正しく、敬意を払っている他の神々に親切です。誰もがエルメスを見て同情するほど友好的であり、人間に対して神の尊厳をもって話します。
アフロディテ
声 - チェ・ドクヒ（第4話 - 第8話、第10話）、キム・ジョンジュ（第9話）、ジ・ミエ（第22話 - 第39話）
愛と美の女神。彼女は34-24-36の完璧なボディ、彫刻のような白い肌、魅力的なポイントである豊かなブロンドの髪です。彼女は通常、一言も言わずに目を半分下に向けて優雅な美しさを披露します。彼女は常に人々、特に男性の視線を運ぶ女神であり、彼女がそれをまっすぐに見つめると、すべての男性が魅力的な表情に倒れます。彼女は優雅さと官能性の両方を持っており、彼女のすべての行動と口調はリラックスしています。彼女はゆっくりと、はっきりと、そして魅惑的に話します。彼女が怒っているとき、彼女は髪をひらひらさせるだけで、冷たく冷たい雰囲気に変わります。
ヘパイストス
声 - キム・グァンジン
いつも自分のスタジオで物を作る鍛冶屋。彼は12人のオリンピック選手の中で最も鈍くて醜いです。彼は座って仕事をしているので、足を引きずり、腰と膝の関節が悪い。しかし、彼は良い笑顔でそれを作ることに集中する傾向があります。彼は職人技が得意なので、細心の注意を払って完璧に結果を出し、頭がいい。
アレス
声 - ホン・スンソプ（第3話 - 第4話）、チョン・スンウク（第17話）、アン・ジョンドク（第23話）
常に武装して戦場にいる戦争の神。彼は戦場に住んでいるので、彼の鎧はいつも汚れています。彼の乱れた髪と獣のような目のために、彼は他の神々を遠ざけようとします。彼はいつも体を前に突き出して涙を流す性格を持っているので、彼は戦いを選択しようとしているようです。彼は言葉に力を入れてはっきりと言いますが、内容は常にシンプルで、会話の主な焦点は「戦いましょう！」です。と「行こう！」彼はアフロディーテの前でのみ赤面しますが、彼の行動は同じであり、彼の顔だけが赤くなります。彼は怒っていると話すことができず、「ああ、いや！」と言って周囲を壊します。
デメテル
声 - イ・ミジャ
大地と穀物の女神。彼女は暖かい体格と暖かい顔をしています。彼女はいつも優しくて優しい笑顔をしていますが、臆病で心を失うことがよくあります。彼女は強い敵意を醸し出しており、彼女の悲しみが行き過ぎて荒れ狂うと、周りのすべてのものが乾いてしまいます。彼女の狂気のような目は、彼女が欲しいものを1つしか見ないので、しばしば彼女の周りのすべての人を親密にし、彼女が近づくのを妨げます。他の神々もデメテルが怒っていると緊張しますが、彼女は本当に怒っているので、彼女だけが怒っていると認識されています。

### 聞き手・語り手
ジウとジヨンの父
声 - イ・ボンジュン
40代前半の画家で、思いやりのある笑顔が特徴です。ジウとジヨンは大切な子供ですが、家族の喧嘩を正し、盗み、嘘をつきます。彼は怒っているときは怖い父親ですが、怒っているときは暗い場所で失恋する弱い父親でもあります。
ジウ
声 - イ・ミジャ
小学校5年生の男の子で、脳の回転が速くてとても楽しいです。彼は非常に協力的ですが、彼が直面する危険に直面して実際に妥協します。しかし、他の誰かが予期しない状況にある場合、彼または彼女は一生懸命助けようとします。彼はスポーツが苦手ですが、原因があれば力強く動くタイプの人でもあります。彼は少し華やかで天才だと認めていますが、実際には誰もいない状態でこれとそれを実践しています。彼は妹のジヨンを叱ることが多いが、実は妹のためにやっているので、時々感動的なことをする。危機の時には、妹を守るために行動するので、彼女は尊厳と責任感も持っています。
ジヨン
声 - ウ・ジョンシン
小学校2年生のかわいい女の子。彼女の最近の関心は、彼女がいつも鏡を持っているので、彼女が「鏡の王女」と呼ぶ愛を持った彼女の外見にあります。彼女は空想のペースが速いため、ぼんやりしていることがよくあります。誰かが自分よりもきれいな髪型や自分よりもきれいな髪型をしていると、彼女は気が狂う傾向があり、他の人がコピーしようとしているものを嫌うので、彼女は同じ服を着ていると捨てる性格を持っています彼女。だから私は一度買ったものに大きな愛着と誇りを持っています。虫のような嫌なものを見ると悲鳴を上げるが、怖い怪物を見ると本物ではなく落ち着く。

### その他
ヘスティア
声 - キム・ヘミ
クロノス
声 - ハン・サンヒョク
レア
声 - パク・ヨンヒ
プロメテウス
声 - キム・ヨンソン
エピメテウス
声 - アン・ジョンドク
パンドラ
声 - ムン・ソニ
ゼフィロス
声 - ウ・ジョンシン
プシュケ
声 - イ・ヒョンソン
エロス
声 - カン・スジン（第4話 - 第5話、第21話）、ウ・ジョンシン（第10話）
ペルセフォネ
声 - カン・ヒソン（第5話）、チョン・ミスク（第22話）
カロン
声 - ソン・ウォンイル
テティス
声 - ウ・ジョンシン
ペレウス
声 - キム・ヨンソン（第6話）、キム・スンテ（第9話）、ソン・ウォンイル（第34話）
パリス
声 - ハン・ホウン
ディオニュソス
声 - ホン・スンソプ（第6話）、キム・ヨンソン（第10話）、オ・インソン（第19話 - 第39話）
エリス
声 - チャン・ギョンヒ
アラクネ
声 - ペ・ジョンミ
マイア
声 - パク・ヨンヒ
アタランテ
声 - パク・ソラ（第9話）、ペ・ジョンミ（第28話）
ヒッポメネス
声 - ファン・ユンゴル
メレアグロス
声 - ハン・ホウン（第9話）、キム・スンジュン（第28話）
イアソン
声 - ファン・ユンゴル
アルタイア
声 - パク・ソラ
テセウス
声 - ユン・ボクソン（第9話）、イ・チョルヨン（第24話）、キム・スンジュン（第29話 - 第39話）
ペネイオス
声 - イ・ボンジュン
ダフネ
声 - ソ・ヘジョン（第10話）、ペ・ジュヨン（第26話）
ピュトン
声 - カン・ヒソン
フィレモン
声 - チョン・ギハン
バウキス
声 - キム・ジョンヒ
ベレロポン
声 - パク・ジフン
ピロノエ
声 - イ・ヒョンソン
プロイトス
声 - チャン・グァン
イオバテス
声 - イ・ボンジュン
キマイラ
声 - キム・ヨンソン
ペルセウス
声 - キム・スンジュン
ダナエー
声 - ユン・ソラ
メデューサ
声 - ユン・ソラ（第13話）、チョン・ミスク（第38話）
ポリュデクテス
声 - パク・ジフン
アンドロメダ
声 - ペ・ジュヨン
カシオペア
声 - チャ・ミョンファ
ケフェウス
声 - ソン・ウォンイル
ピネウス
声 - ソン・ワンギョン
アリアドネ
声 - ウ・ジョンシン
イカロス
声 - ユン・ボクソン
タロス
声 - イ・ミジャ
ダイダロス
声 - チャン・グァン（第15話）、キム・ヨンソン（第29話）
ミノス
声 - イ・ジョング（第15話）、ホン・シホ（第29話）
コカロス
声 - ソン・ウォンイル
イオ
声 - ヤン・ジョンファ
イナコス
声 - イ・ジョング
アルゴス
声 - アン・ジョンドク
カドモス
声 - キム・イル
エウロペ
声 - ソン・ドヨン
アゲノル
声 - シン・ソンホ
エコー
声 - ペ・ジョンミ
ナルキッソス
声 - キム・ヨンソン
ネメシス
声 - チェ・ムンジャ
ミダス
声 - パク・ジフン
ネペレ
声 - ウ・ジョンシン
プリクソス
声 - チェ・スミン
ヘレ
声 - ソン・ドヨン
イノ
声 - ジ・ミエ
カルキオペ
声 - ジ・ミエ
アイエテス
声 - ファン・ユンゴル
アタマス
声 - チャン・スンギル
オルフェウス
声 - イ・ギュファ（第21話）、キム・ミンソク（第27話）
エウリュディケ
声 - パク・ソラ
ヘラクレス
声 - アン・ジファン
エウリュステウス
声 - キム・ジョンホ
デイアネイラ
声 - オ・ギルギョン
アケロオス
声 - シン・ソンホ
オリオン
声 - キム・イル
アクタイオン
声 - キム・ヨンソン
イアソン
声 - キム・ヨンソン
メデイア
声 - ウ・ジョンシン
ペリアス
声 - イ・ユンヨン
アイゲウス
声 - イ・ボンジュン
ペリペテス
声 - オ・インソン
ミノタウロス
声 - アン・ジョンドク
パエトン
声 - ジ・ミエ
ヘリオス
声 - キム・イル
オデュッセウス
声 - キム・ミンソク
キルケ
声 - ジ・ミエ
スキュラ
声 - イ・ボンジュン
ペネロペ
声 - カン・ヒソン
テレマコス
声 - キム・ヨンソン
エウリュロコス
声 - チョン・スンウク
アキレウス
声 - ホン・ソンホン
パトロクロス
声 - チャン・ホビ
アガメムノン
声 - パク・ヨンファ
ディオメデス
声 - ファン・ユンゴル
ティトノス
声 - キム・イル
エオス
声 - ペ・ジュヨン
アトラス
声 - イ・ボンジュン
コロニス
声 - ウ・ジョンシン
アンピトリテ
声 - ジ・ミエ

## スタッフ
- 原作 - 漫画で見るギリシャローマ神話（ガナ出版社）
- シリーズディレクター - イ・ギソク
- 脚本 - チョン・ヘヨン
- アートディレクター - キム・ジェフン
- キャラクターデザイン - ホン・ソンジ、ハ・ジョンユン、キム・ヨンギ
- 小道具デザイン - ヨム・ソンス、キム・グァンジュン
- 背景デザイン - ソン・ヨンテ、イ・サングク、ファン・ジョンスン
- 色彩設計 - メン・ジュゴン、キム・ヨンギ、キム・ヨンファン
- 編集 - ホン・ジョンフン、ユン・チョルヒ
- プロデューサー - チョ・ホンジュン
- 製作 - SBS、SBSプロダクション、SBSi、ガナエデュテイメント、同友アニメーション

## 主題歌
オープニングテーマ「ギリシャローマ神話」
作詞 - デニアン / 作曲 - イ・ギュテ / 歌 - god

## サブタイトル
括弧内に表示される日付は、そのエピソードが最初に放映された日付を意味します。
1. 올림포스의 신들（オリンポスの神々、2002年12月11日）
2. 프로메테우스의 불（プロメテウスの火、2002年12月12日）
3. 판도라의 상자（パンドラの箱、2002年12月18日）
4. 사랑과 영혼 1부（愛と魂1部、2002年12月25日）
5. 사랑과 영혼 2부（愛と魂2部、2002年12月26日）
6. 가장 아름다운 여신은?（最も美しい女神は?、2003年1月2日）
7. 아테나와 아라크네（アテナとアラクネ、2003年1月8日）
8. 헤르메스 이야기（ヘルメス物語、2003年1月9日）
9. 아탈란테 이야기（アタランテ物語、2003年1月15日）
10. 월계수가 된 다프네（月桂樹になったダフネ、2003年1月16日）
11. 바우키스와 필레몬（バウキスとフィレモン、2003年1月22日）
12. 벨레로폰과 페가수스（ベレロポンとペガサス、2003年1月23日）
13. 페르세우스의 모험 1부（ペルセウスの冒険1部、2003年1月29日）
14. 페르세우스의 모험 2부（ペルセウスの冒険2部、2003年1月30日）
15. 이카로스의 날개（イカロスの翼、2003年2月5日）
16. 제우스와 이오（ゼウスとイオ、2003年2月6日）
17. 카드모스와 아레스의 용（カドモスとアレスの竜、2003年2月12日）
18. 에코와 나르키소스（エコーとナルキッソス、2003年2月19日）
19. 황금의 손 미다스（黄金の手 ミダス、2003年2月26日）
20. 프릭소스와 헬레（プリクソスとヘレ、2003年3月5日）
21. 오르페우스와 에우리디케（オルフェウスとエウリュディケ、2003年3月12日）
22. 하이데스의 사랑（ハデスの愛、2003年3月19日）
23. 영웅 헤라클레스의 탄생（英雄ヘラクレスの誕生、2003年3月26日）
24. 영웅 헤라클레스의 12가지 과업（英雄ヘラクレスの功業、2003年4月2日）
25. 영웅 헤라클레스의 부활（英雄ヘラクレスの復活、2003年4月9日）
26. 아르테미스의 사랑（アルテミスの愛、2003年4月23日）
27. 아르고 원정대 50인의 영웅（アルゴー遠征隊50人の英雄、2003年4月30日）
28. 아르고 원정대 황금 양털을 찾아서（アルゴー遠征隊 金羊毛を探して、2003年5月7日）
29. 테세우스와 미노타우로스（テセウスとミノタウロス、2003年5月14日）
30. 파에톤의 황금마차（パエトンの黄金馬車、2003年5月21日）
31. 오딧세우스의 모험 1부（オデュッセウスの冒険1部、2003年5月28日）
32. 오딧세우스의 모험 2부（オデュッセウスの冒険2部、2003年6月4日）
33. 오딧세우스의 모험 3부（オデュッセウスの冒険3部、2003年6月11日）
34. 아킬레우스 이야기（アキレウス物語、2003年6月18日）
35. 트로이의 목마（トロイの木馬、2003年7月2日）
36. 에오스와 티토노스（エオスとティトノス、2003年7月9日）
37. 못다한 이야기 - 꽃（まだ語り尽くせない物語 - 花、2003年7月16日）
38. 못다한 이야기 - 괴수（まだ語り尽くせない物語 - 怪獣、2003年7月23日）
39. 못다한 이야기 - 별자리（まだ語り尽くせない物語 - 星座、2003年7月30日）

## 劇場版
2005年に『オリンポスガーディアン：ギガンテス大逆襲』（올림포스 가디언 기간테스 대역습）のタイトルで公開。スタッフや声優は一部を除きTV版と異なる。

### キャスト（劇場版）
- トリトン - オ・スンユン
- カルディア - ウ・ジョンシン
- エウリュメドン - イ・ジョング
- ヘルメー - チョン・ミスク
- ポセイドン - ホン・ソンホン
- アンピトリテ - ユン・ソンヘ
- ゼウス - チャン・グァン
- ヘラ - カン・ヒソン
- アルテミス - ペ・ジョンミ
- アテナ - ユン・ソラ
- アポロン - ソン・ウォンイル
- アレス - イ・チョルヨン
- ヘルメス - キム・ヨンソン
- アフロディテ - チョン・ミスク
- ハデス - ソル・ヨンボム

### スタッフ（劇場版）
- 原作 - ガナ出版社「漫画で見るギリシャローマ神話」（企画・文：イ・グァンジン、絵：ホン・ウニョン）
- 企画 - ガナメディア
- 監督 - キム・ジュン
- 助監督 - ラ・ヨンウォン
- 脚本 - チョン・ヘヨン
- 絵コンテ - 殿勝秀樹
- アートディレクター - キム・ジェフン
- キャラクターデザイン - キム・ジェフン、ホン・ソンジ、ハ・ジョンユン
- 小道具デザイン - キム・グァンジュン、ヨン・ソンス
- 総作画監督 - ペ・ジョンミョン
- 作画監督 - ハン・ヨンフン、キム・ソクウ
- 背景デザイン - ソン・ヨンテ、パク・ジェヒョン
- 背景監督 - シン・オクチョル
- 色彩設計 - シン・ユギョン、キム・ヒョンスン
- 撮影監督 - シン・ヒョチョル
- 3D監督 - パン・グミョン
- 編集 - キョン・ミンホ
- 録音監督 - キム・ジョンウン
- 音楽 - シン・ミョンス
- プロデューサー - チョン・グクポ
- 総合プロデューサー - キム・ジョンウン
- 企画製作総指揮 - イ・スンイク
- アニメーション制作 - G&G Entertainment
- 製作 - ガナメディア、G&G Entertainment

### 主題歌（劇場版）
主題歌「息をする時ごとに…」
作詞 - キム・ジス / 作曲 - シン・ミョンス / 歌 - Ash、キム・ヨンウ
エンディングテーマ「神と英雄の物語」
作詞 - キム・ジス / 作曲 - シン・ミョンス / 歌 - キム・ヨンウ